# Robert Turner (Bahai)
Robert Turner (* 15. Oktober 1855 in Virginia; † Juli 1909 in Kalifornien) ist der erste Farbige des amerikanischen Kontinentes, der Bahai wurde. Er wurde von Shoghi Effendi posthum zu einem Jünger Abdu’l Bahas ernannt.

## Leben
Robert Turner war Butler bei der Philanthropin Phoebe Hearst. Die Bahai Lua Getsinger besuchte kurz vor 1898 San Francisco. Durch sie lernten Phoebe Hearst und Robert Turner die Lehren Baha’u’llahs kennen und nahmen sie an. Phoebe Hearst lud mehrere Gläubige zu einer Pilgerreise ein. Dies war die erste Pilgerreise von Gläubigen mit einem christlichen Hintergrund aus dem Westen. Hieran nahm auch Robert Turner teil, der so im Februar 1899 Abdu’l Baha während seiner Gefangenschaft in Akkon kennenlernte. Robert Turner blieb bis zu seinem Tod ein bekennender Gläubiger.